# Репелар ван Дрил, Ролин
Ролин Репелар ван Дрил (нидерл. Roline Virginie Repelaer van Driel, род. 28 июля 1984) — нидерландская гребчиха (академическая гребля), двукратный призёр Олимпийских игр в восьмёрках (2008 и 2012), призёр кубка мира по академической гребле.

## Биография
Ролин Репелар ван Дрил родилась 28 июля 1984 года в городе Амстердам, провинция Северная Голландия. Профессиональную карьеру гребца начала с 2008 года. Состоит и тренируется в клубе U.S.R. «Triton», Утрехт. В 2015 году окончила институт психологии при Лейденском университете. Защитила магистерскую диссертацию по социальной и организационной психологии на тему: «Женщины в науке. Влияние Тренинга по снижению гендерного неравенства при академии».
Первым международным соревнованием на котором Репелар ван Дрил приняла участие был — I этап кубка мира по академической гребле 2011 года в Мюнхене (2011 WORLD ROWING CUP I). В составе восьмёрки с результатом 06:07.770 её команда заняла первое место, обогнав соперниц из Великобритании (06:09.020 — 2е место) и Румынии (06:11.460 — 3е место).
Сборную Нидерландов по академической гребле на Летних Олимпийских играх 2008 года в Пекине ван Дрил представляла в дисциплине — восьмёрки. В финальном заплыве её команда с результатом 6:07.22 заняла второе место, уступив золотую награду соперницам из США (6:05.34).
На Летние Олимпийские игры 2012 года в Лондоне Репелар ван Дрил квалифицировалась в составе восьмёрок. Команда голландских гребцов пришли к финишу третьими (06:13.120), уступив соперницам из Канады (06:12.060 — 2е место) и США (06:10.590 — 1е место).